# جان پیلگر
جان پیلگر (انگلیسی: John Pilger؛ ۹ اکتبر ۱۹۳۹ – ۳۰ دسامبر ۲۰۲۳) خبرنگار، مستندساز، و نویسنده اهل استرالیا بود.
پلیگر منتقد شدید سیاست خارجی کشورهای آمریکا، استرالیا و بریتانیا بود و تونی بلر نخست‌وزیر وقت بریتانیا را برای نقش این کشور در حمله آمریکا به عراق در سال ۲۰۰۳ جنایتکار جنگی نامید. او همچنین منتقد رفتار کشور خودش استرالیا با بومیان استرالیایی بود. نخستین فیلم مستند ساخته او The Quiet Mutiny یا «شورش خاموش» سال ۱۹۷۰ است که در نخستین بازدید او از ویتنام ساخته شده است.
جان پیلگر پیلجر در طول دوران کاری خود از بسیاری از کشورهای بحران‌زده دنیا گزارش و مستند تهیه کرد و با بسیاری از چهره‌ها و رهبران سرشناس دنیا پای میز مصاحبه نشست. نخستین توجه بین‌المللی به او به خاطر گزارش درباره نسل‌کشی کامبوج بود. او نقش اساسی در برملا کردن جنایت‌های خمرهای سرخ در کامبوج داشت.
پیلگر بیش از ۵۰ مستند سیاسی ساخت و منتقد سرسخت سیاست‌های امپریالیستی و سوگیری‌های استعمارگرانه جهان غرب بود. از کتاب‌های او اربابان جدید جهان، و دروغ‌های ساختگی - تحریف جنگ عراق در رسانه‌ها به فارسی ترجمه و منتشر شده‌اند.